# Chef Tony
Anthony Joseph Notaro, noto come Chef Tony (New York, 5 novembre 1954), è un personaggio televisivo statunitense, televenditore noto soprattutto per uno spot in cui promuove una marca di coltelli da cucina (Miracle Blade).

## Biografia
È nato nel distretto di Brooklyn della città di New York da una famiglia italoamericana e ha gestito, in questa città, un ristorante italiano.

### Carriera
Anthony Notaro iniziò la sua carriera di venditore porta a porta a New York nel 1971, ottenendo ottimi risultati. La cucina era una delle sue passioni e, combinandola con le sue abilità di venditore, si spostò nell'ambito culinario.
Nel 1982 Tony iniziò a scrivere e a presentare spot commerciali di cucina, quindi venne scritturato da importanti aziende, diventando famoso ed egli stesso un marchio. Una delle sue promozioni ottenne una nomination come "Miglior spot informativo culinario" dalla Electronic Retailers Association.
Nel 1996 Notaro entrò nei dieci migliori presentatori uomini della E.R.A. Nel 2002 Tony vinse il più grande premio nel suo campo, il TV Host of the Year Award per il suo spot Miracle Blade 3.
Chef Tony gode di grande popolarità anche in Italia, dove sono stati creati per lui un blog, un sito ed un forum. Questo è dovuto al suo particolare modo di effettuare le dimostrazioni durante la televendita di un suo prodotto, i coltelli Miracle Blade 3 - Serie Perfetta, consistente nel tagliare numerosi alimenti ed anche una serie di improbabili oggetti non commestibili, fra cui una lattina, uno scarpone, un blocco di marmo, un martello ed il tagliere. Tale televendita è stata in programmazione sulle TV locali italiane per oltre dieci anni riscuotendo molto successo.
Nel 2021 viene scritturato da Netflix in uno spot pubblicitario in cui parodia se stesso, per la promozione del film Army of the Dead.